# 1788.
◄ | 17. stoljeće | 18. stoljeće | 19. stoljeće | ►
◄ | 1750-ih | 1760-ih | 1770-ih | 1780-ih | 1790-ih | 1800-ih | 1810-ih | ►
◄◄ | ◄ | 1785. | 1786. | 1787. | 1788. | 1789. | 1790. | 1791. | ► | ►►
Arhitektura • Astronomija • Biologija • Glazba • Kazalište • Kemija • Kiparstvo • Knjige • Književnost • Kršćanstvo • Medicina • Politika • Pravo • Promet • Slikarstvo • Šport • Znanost

## Događaji
- 11. veljače – nakon dvodnevne opsade, koju je pod zapovjedništvom ogulinskog pukovnika (kasnijeg general-bojnika) Daniela Peharnika pl. Hotkovića izvršila habsburška vojska, od turske okupacije oslobođen je Stari grad Drežnik, utvrda na Kordunu, te je vraćen u sastav Kraljevine Hrvatske
- Zagrebački biskup Maksimilijan Vrhovac ukinuo zagrebački obred u prvostolnici i uveo rimski obred.

## Rođenja
- 22. siječnja – George Gordon Byron, engleski književnik († 1824.)
- 22. veljače – Arthur Schopenhauer, njemački filozof († 1860.)
- 20. travnja – Juraj Haulik, hrvatski kardinal i zagrebački nadbiskup († 1869.)
- 10. svibnja – Augustin Jean Fresnel, francuski fizičar († 1827.)
- 18. lipnja – Karl Sigismund Kunth, njemački botaničar, biolog i istraživač († 1850.)
- oko 9. listopada – Jožef Košič, slovenski pisac, pjesnik, etnolog, povjesničar, rimsko katolički svećenik, iz Mađarske. (†1867.)

## Smrti
- 21. lipnja – Johann Georg Hamann – njemački filozof (* 1730.)
- 2. kolovoza – Thomas Gainsborough, engleski slikar i grafičar (* 1727.)[1]
- 14. prosinca – Carl Philipp Emanuel Bach, njemački skladatelj i čembalist (* 1714.)

## Vanjske poveznice
|  | Zajednički poslužitelj ima još gradiva o temi 1788. |